# Güleryüz

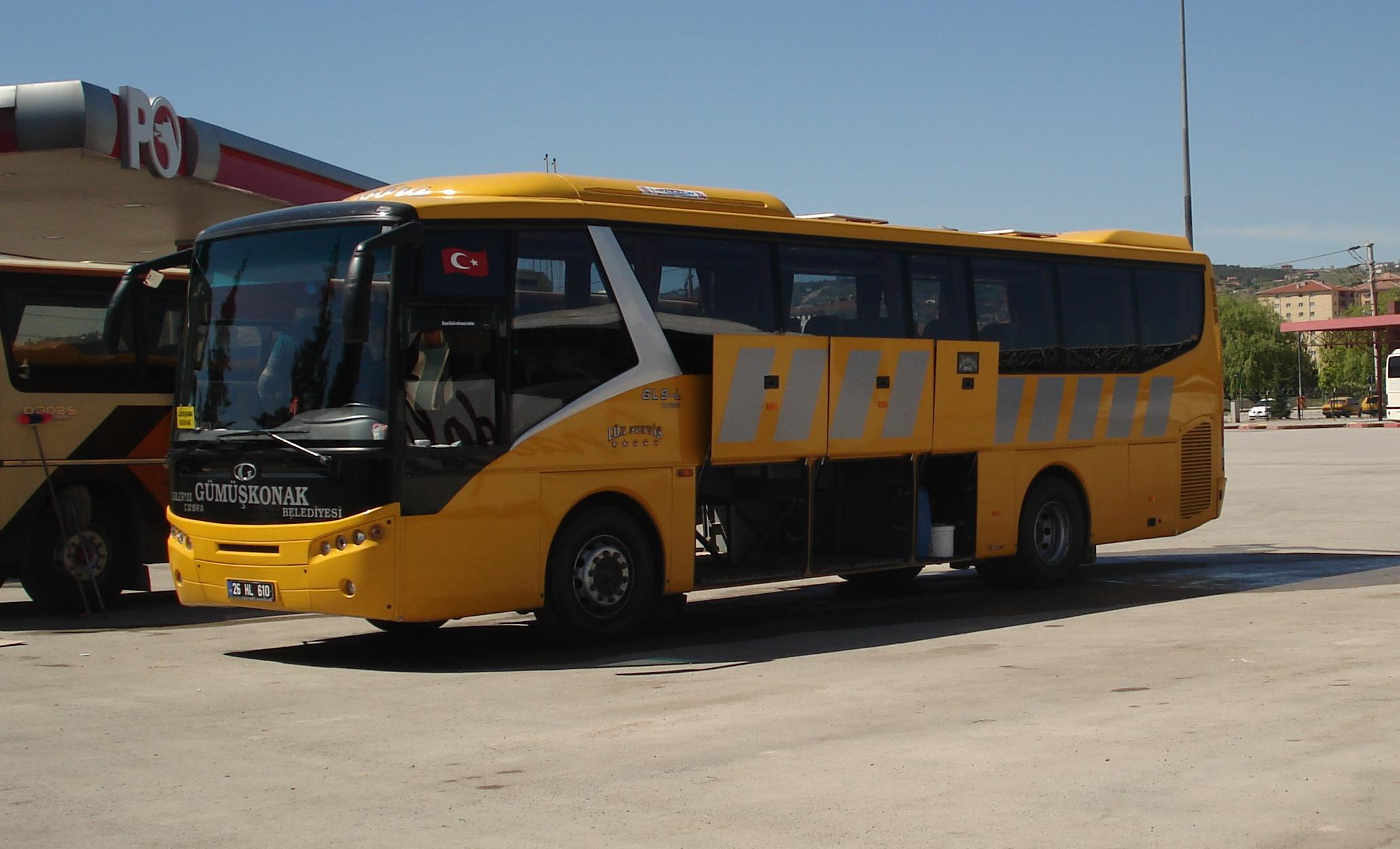
Güleryüz Cobra GL9 L

Güleryüz Karoseri Otomotiv Sanayi ve Tic. A.Ş, més conegut com a Güleryüz, és un carrosser turc amb seu a Bursa, que va iniciar el negoci reparant carrosseries el 1967. El taller dirigit per un pare i els seus tres fills es va convertir en una empresa el 1982.

## Història
La companyia va mantenir les seves activitats fabricant carrosseries d'autobusos en diferents xassís subministrats per Mercedes-Benz, MAN, Renault, que tenien motors instal·lats a voladisses posteriors. En aquell moment, aquests autobusos es fabricaven per a les necessitats de diferents organitzacions estatals i empreses privades, així com de les forces armades.
El 1991, l'empresa va iniciar la producció d'autobusos de dos pisos, utilitzant xassís subministrats per Volvo i DAF. El 1993 es va iniciar la fabricació d'autocars de luxe en xassís de Volvo i DAF de 12 o 15 m de longitud, que van ser exportats al Líban, l'Aràbia Saudita i Jordània.
A principis de 1999, la direcció de Güleryüz va decidir continuar amb la fabricació d'autobusos amb marca pròpia de la companyia i, el 2000, va començar la producció d' autobusos Cobra amb marca pròpia i actius propis acumulats, registrant un èxit significatiu en molt poc temps. A desembre de 2007, la marca s'ha consolidat entre els principals competidors en transport de la ciutat de Turquia.
L'abril de 2006, la direcció de Güleryüz va decidir ampliar la capacitat de producció invertint en una nova instal·lació que ocupés una superfície total de 61.000 m², dels quals 28.000 m² són espais interiors, on la producció en sèrie ha començat el juliol de 2007.
"Güleryüz" (turc) significa "rostre somrient" en anglès, cosa que fa que el seu model principal sigui divertit i s'anomeni: "Cobra de cara somrient".

## Productes

### Autobusos urbans
- Cobra GD 272
- Cobra GM 220
- Cobra GM 180
- Cobra Double Decker

### Autobusos de luxe
- Cobra GL 9
- Cobra GL 9L